# Guy Clair
Pour les articles homonymes, voir Clair.
Guy De Vleeschouwer dit Guy Clair, né le 15 mai 1946 à Bruxelles (province de Brabant) et mort le 30 janvier 2013, est un auteur de bande dessinée belge.

## Biographie
Guy De Vleeschouwer naît le 15 mai 1946 à Bruxelles. Il est le fils d'un père projectionniste grâce à qui son imagination est développée par les films qu'il lui permet de voir. Le petit Guy adore raconter des histoires, il excelle en rédaction. Vers 6-7 ans, Guy commence à dessiner, comme beaucoup d'enfants, dans les marges de ses cahiers quadrillés, influencé par les aventures de La Patrouille des Castors de Mitacq et des courses automobiles de Jean Graton. Son père l'encourage en dessin après avoir constaté que son fils est meilleur en dessin qu'en mathématiques. Sa scolarité est interrompue par un accident qui l'immobilise pendant une très longue période. En 1968, Guy Clair rencontre Salvatore Adamo, qui lui demande d'illustrer quelques chansons pour le journal de son fan club. À 15 ans, Guy entre à l'Académie royale des Beaux-Arts de Bruxelles, y suit des cours d'arts graphiques, de publicité, d'illustration, de sculpture, de gravure, de modelage. Les cours de bande dessinée étant absents du programme. Il a pour condisciples Malik et Dupa avec qui il liera des liens de camaderie.
En mai 1974, Michel Deligne publie son court récit en 7 planches Va mon bateau  dans Curiosity Magazine. En 1976, Guy Clair fait une rencontre importante en la personne de Jean-Marie Brouyère. En 1977, le rédacteur en chef Thierry Martens le fait entrer dans le journal Spirou où il rejoint d'autres jeunes auteurs tels Bom, Bosse, André Geerts, Dédé (André Verheye), Bernard Hislaire, Daniel Kox, Malik, Patrick Rohat et Watch pour animer la rubrique L'Apache qui Rit sous le pseudonyme de Sedchel.
Avec Bruyère, ils créent ensemble Hans et Marie, une histoire ésotérique en 44 planches en noir et blanc, publiée dans le Spirou Spécial de 1981-1982. En 1982, il publie dans trois courts récits dans Le Journal illustré le plus grand du monde et un quatrième l'année suivante. En 1983, Guy Clair — sous le pseudonyme de Zedchel — et Gérald Frydman ont l'idée de monter un pastiche de Dracula, en cinq planches dont quatre paraîtront dans Fluide glacial.
En 1989, il se lance à la demande de l'éditeur Claude Lefrancq avec la collaboration du scénariste André-Paul Duchâteau dans l'adaptation en bande dessinée de Sherlock Holmes d'Arthur Conan Doyle,. Il publie La Sangsue rouge (1990) dont la mise en couleur est assurée par Luce Daniels, La Béquille d'aluminium (1993) dans la collection « BDétectives » aux éditions Lefrancq et La Vieille Russe, qu'il colorise également dans la collection « B.Détectives. - Le Masque présente » en 1997.
Dans la revue Hop !, il publie le gag Le Deuxième Souffle en balade en 1997.
En 2001, Soleil Productions réédite les tomes La Sangsue rouge et La Béquille d'aluminium dans la collection « Détectives BD » pour lesquels il réalise de nouvelles couvertures.
En outre, il participe à l'album collectif Flash Back aux éditions Comic! Events en 1995.
En 2007, il rend hommage à François Walthéry dans Natacheries aux éditions BD Belge.
Guy Clair meurt le 30 janvier 2013, à l'âge de 66 ans.

## Œuvres

### Publications

#### Albums de bande dessinée

##### aux Éditions Lefrancq
- 1. La Sangsue rouge, Lefrancq, coll. « BDétectives », Bruxelles, 1990
Scénario : André-Paul Duchâteau - Dessin : Guy Clair - Couleurs : Luce Daniels -  (ISBN 2-87153-024-6),Adaptation de Arthur Conan Doyle, no 4 de la collection.
- 3. La Béquille d'aluminium, Lefrancq, coll. « BDétectives », Bruxelles, avril 1993
Scénario : André-Paul Duchâteau - Dessin : Guy Clair - Couleurs : Luce Daniels -  (ISBN 2-87153-133-1)
- 8. La Vieille Russe, Lefrancq, coll. « B.Détectives. - Le Masque présente », Bruxelles, septembre 1997
Scénario : André-Paul Duchâteau - Dessin et couleurs : Guy Clair -  (ISBN 2-87153-460-8)

##### aux éditions Soleil
- 1. La Sangsue rouge, Soleil, coll. « Détectives BD », Toulon, 1er janvier 2001
Scénario : André-Paul Duchâteau - Dessin : Guy Clair - Couleurs : Luce Daniels -  (ISBN 2-84565-148-1)
- 2. La Béquille d'aluminium, Soleil Productions, coll. « Détectives BD », Toulon, 1er janvier 2001
Scénario : André-Paul Duchâteau - Dessin : Guy Clair - Couleurs : Luce Daniels -  (ISBN 9782845651494)

### Collectif
- Flash Back[12], Comic! Events, août 1995
Scénario : collectif - Dessin : collectif dont Guy Clair - Couleurs : noir et blancCe Flash Back a été réalisé en collaboration avec Bédécine Illzach et édité à l'occasion du 10e Festival BD Coxyde (15 juillet au 6 août 1995) à 1 500 exemplaires numérotés à la main. Rares textes et titres des séries en deux langues : Français et Flamand. D/1995/6941/06. Format à l'italienne.

### Journaux et revues

#### Curiosity magazine
- Va mon bateau , dessin et scénario : Guy Clair, 7 planches, Curiosity magazine[13] no 9, Bruxelles, Éditions Michel Deligne, mai 1974

#### Livres
: document utilisé comme source pour la rédaction de cet article.
- Jean Pirotte (dir.) et Luc Courtois, Du régional à l'universel. : L'imaginaire wallon dans la bande dessinée., Louvain-la-Neuve, Fondation wallonne Pierre-Marie et Jean-François Humblet, 1999, 310 p. (ISBN 978-2-9600072-3-7 et 2960007239, OCLC 1075833932), p. 211 lire sur Google Livres
- Jacques Fiérain, « Clair, Guy », dans La BD à Bruxelles et en Brabant, Charleroi, Éd. l'Âge d'or, avril 2003, 144 p., ill. ; 31 cm (ISBN 9782960119664 et 2960119665, OCLC 470388171, présentation en ligne), p. 21.
- Henri Filippini, « Clair Guy », dans Dictionnaire de la bande dessinée, Paris, Bordas, 2005, 912 p., ill. ; 27 cm (ISBN 9782047299708 et 2047299705, OCLC 1009545288, présentation en ligne), p. 729. .
- Philippe Mellot, Michel Denni, Laurent Turpin et Isabelle Morzadec, Trésors de la bande dessinée : BDM 2022-2023 - Catalogue encyclopédique et Argus, Paris, Les Arènes, novembre 2022, 23e éd., 1677 p., ill. ; 23 cm (ISBN 9791037507280, OCLC 1351462460, présentation en ligne), p. 1144. .